# Pinocchio (film, 2012)
Pour les articles homonymes, voir Pinocchio (homonymie).
Pour plus de détails, voir Fiche technique et Distribution.
Pinocchio est un film d'animation coproduit par l'Italie, la France, la Belgique et le Luxembourg, réalisé par Enzo D'Alò et sorti en 2012. Ce dessin animé imitant le rendu des peintures à l'huile et des dessins sur celluloïd est une adaptation de l'œuvre de Carlo Collodi Pinocchio.

## Synopsis
Gepetto, un menuisier italien pauvre et sans enfant, fabrique, à l'aide d'une bûche de bois, un pantin qu'il nomme Pinocchio et qu'il aime comme son propre fils. Mais le pantin s'anime et se révèle doté d'un caractère rebelle, égoïste et menteur. Pinocchio ne tarde pas à fausser compagnie à son créateur pour découvrir le monde, où il vit de nombreuses aventures et mésaventures. Il rencontre le marionnettiste Mangefeu, le Chat et la Renarde qui s'avèrent deux arnaqueurs, puis part au Pays des jouets qui lui réserve des désillusions. Il reçoit heureusement la protection de la Fée aux cheveux bleus.

## Fiche technique
- Titre original : Pinocchio
- Réalisation : Enzo D'Alò
- Scénario : Enzo D'Alò, Umberto Marino
- Musique originale : Lucio Dalla
- Montage : Gianluca Cristofari
- Animateurs principaux : Enzo D'Alò, Ulf Grenzer, Elie Klimis, Mathieu Vierendeel
- Production : Anton Roebben, Eric Goesens, Nicolas Steil, Malika Brahmi
- Studios de production : 2d3D Animations, Cometa Film, Iris Productions, Walking The Dog
- Distribution : Gebeka Films (France, cinéma)
- Pays :  Italie,  France,  Belgique,  Luxembourg
- Durée : 75 minutes
- Dates de sortie : 
  - France : 20 février 2013
  - Italie : 21 février 2013
  - Luxembourg : 28 février 2013
  - Belgique : 27 mars 2013

## Distribution

### Voix originales
- Gabriele Caprio: Pinocchio
- Mino Caprio: Geppetto
- Arturo Valli: Geppetto enfant
- Rocco Papaleo: Mangiafoco
- Maurizio Micheli: le Chat
- Maricla Affatato: le Loup
- Paolo Ruffini: Lucignolo
- Carlo Valli: Grillon qui parle
- Lucrezia Marricchi: Turchina
- Pino Quartullo: premier carabinier
- Riccardo Rossi: second carabinier
- Dario Penne: directeur de l'école
- Andy Luotto: cabaretier
- Lucio Dalla: pêcheur vert
- Teo Bellia: Arlequin
- Enzo Avolio: Pulcinella
- Pasquale Anselmo: juge
- Paolo Marchese: geôlier
- Massimo Corvo: corbeau
- Paolo Lombardi: hibou
- Corrado Conforti: perroquet
- Fabrizio Vidale: bandit
- Federico Bebi: Artur
- Emanuela Rossi: colombe
- Nanni Baldini: petit beurre
- Stefano De Sando: directeur du cirque
- Gianni Bersanetti: premier clown
- Sergio Lucchetti: second clown
- Luca Dal Fabbro: premier pêcheur
- Giorgio Lopez: Alidoro

### Voix francophones
- Adaptation française des dialogues et des chansons : Paul Memmi
- Direction artistique : Magali Barney

Rem: Le doublage mêle comédiens belges et français de doublage
- Igor Van Dessel (VFB) : Pinocchio
- Michel Hinderyckx (VFB) :  Geppetto
- Sacha Capalluto (VFB) : Geppetto Jeune
- Gauthier de Fauconval (VFB) :  Chat
- Magali Barney :  Renarde
- Martin Spinhayer (VFB) : Mange-Feu
- Mathieu Moreau (VFB) : Petit Beurre / Garde / Directeur du cirque
- Philippe Allard (VFB) : Premier Carabinier / Aboyeur public
- Stany Mannaert (VFB) : Deuxième Carabinier
- Pierre Waleffe (VFB) : Chanteur de rue
- Claude Frisoni : Grillon
- Maxym Anciaux (VFB) : Mémèche
- Karim Barras (VFB) : Pêcheur Vert
- Erwin Grünspan (VFB) : Arlequin
- Claudio Dos Santos (VFB) : Aubergiste / Juge
- Daphné D'Heur : Chanteur à l'auberge
- Nathalie Homs : Angelina / Femme Curieuse 1
- Maia Gillet : Féé Bleue
- Frédéric Fresnay : Alidoro
- Isaac Van Dessel (VFB) : Arturo
- Pierre Bodson (VFB) : Clowns / Docteur Hibou
- Patrick Waleffe (VFB) : Polichinelle
- Alessandro Bevilacqua (VFB) : Perroquet / Pêcheur / Vendeur
- Patrick Ringal : Docteur Corbeau
- Véronique Fauconnet : Colombe
- Joël Delsaut : Directeur de l'école
- Hakim Huart : Gervaso
- Manuela Servais (VFB) : Institutrice / Femme Curieuse 2
- Michel Gerais : Citoyen / Homme Curieux 1
- Stanny Mannaert (VFB) : Homme Curieux 2

Source : AlloDoublage

## Production
Enzo D'Alò commence à concevoir Pinocchio en 1999 : il élabore un pilote pour le projet, mais doit le suspendre lorsqu'il se rend compte que Roberto Benigni travaille à ce moment à une adaptation en prises de vue réelles (le Pinocchio de Benigni sort en 2002). Le projet est donc repoussé et D'Alò réalise d'abord Momo alla conquista del tempo (sorti en 2001), puis continue à travailler sur le scénario. Le projet est ensuite repris en 2008, et les innovations techniques survenues dans l'intervalle amènent Enzo D'Alò à décider de réaliser entièrement le film à l'aide d'outils numériques, sans passer par une version animée sur papier ou cellulo, ce qui demande un temps d'adaptation à ses équipes. 
Le film est coproduit par quatre studios : Cometa Film, le studio d'animation italien d'Enzo D'Alò, le studio français 2d3D Animations, le studio belge Walking the Dog et le studio luxembourgeois Iris Productions.
Le scénario du film est coécrit par Enzo D'Alò et Umberto Marino afin de présenter une adaptation très fidèle du livre de Carlo Collodi ; D'Alò est surpris par la grande modernité des dialogues originaux du livre, ce qui l'amène à en reprendre une partie tels quels,. Les paysages du film ont fait l'objet de recherches de lieux comme pour un tournage en prises de vue réelles, afin de s'inspirer au plus près des paysages de Toscane dans lesquels Carlo Collodi situe l'intrigue du conte ; les paysages finalement choisis sont en grande partie les mêmes que dans l'adaptation en prises de vue réelles réalisée en 1947, Les Aventures de Pinocchio. L'univers visuel du film a été conçu par l'illustrateur et peintre Lorenzo Mattotti, qui a pris pour références principales les grands peintres italiens et la peinture métaphysique, La musique du film, composée dès avant l'élaboration du storyboard, est de Lucio Dalla, compositeur célèbre en Italie, qui suit l'achèvement de Pinocchio mais décède le 1er mars 2012 avant sa présentation au festival de Venise ; Enzo D'Alò lui dédie le film.

## Accueil critique
Lors de sa sortie en France le 20 février 2013, Pinocchio reçoit un accueil assez bon de la part des grands titres de presse (avec des critiques favorables dans des journaux comme Le Monde et Le Figaro, L'Express et Télérama ou encore 20 minutes) mais parfois très contrasté selon les médias (Le Parisien ou Studio Ciné Live sont moins convaincus).
Dans Le Monde, Thomas Sotinel estime que le film est « une réussite, qui précipite la marionnette dans un univers d'une beauté enchanteresse » ; il apprécie l'écart sensible avec l'adaptation animée par Disney en 1940, ainsi que l'univers visuel des peintures de Lorenzo Mattotti utilisées comme inspirations pour le film, tout en regrettant une animation parfois convenue et une version française un peu insipide. Dans Télérama, Cécile Mury trouve à peu près les mêmes qualités au film, et se réjouit également de voir dans cette nouvelle adaptation animée un Pinocchio au caractère « plus authentique », plus farceur et proche d'un Arlequin que celui de l'adaptation par Disney ; elle conclut que la « balade picturale dans une Italie rêvée, entre cirque et commedia dell'arte, qui pourrait plaire encore plus aux parents esthètes qu'à leurs enfants ». Le quotidien gratuit 20 minutes livre également une critique très positive : Caroline Vié juge que le réalisateur s'est acquitté « brillamment » du défi d'une nouvelle adaptation animée après celle de Disney, et qualifie le résultat de « dynamique », dans un univers visuel « totalement original riche en couleurs et en personnages attachants ».
Le Parisien trouve aux films deux qualités principales : la grande fidélité au conte original de Collodi, qui permettra aux enfants qui connaissent mal le conte de le découvrir facilement, et le « graphisme somptueux » qui peut plaire à un public familial ; il juge en revanche à double tranchant le côté « à l'ancienne » du film et estime qu'il risque d'être « d'un ennui profond pour les spectateurs de plus de dix ans ».
La plus mauvaise critique est celle de Studio Ciné Live, où Clément Sautet voit dans le film « une régression, dans la forme comme dans le fond », à l'iconographie « obsolète pour notre époque », qui fait de Pinocchio « un pantin de bois détestable et hystérique, à des années-lumière de l'original (sic) ».